# Albert Weinberg
Pour les articles homonymes, voir Weinberg.
Albert Weinberg, né le 9 avril 1922 à Liège et mort le 29 septembre 2011 en Suisse, est un auteur de bande dessinée belge. Il est principalement connu pour sa série d'aviation Dan Cooper, publiée de 1954 à 1992.

## Biographie
Albert Weinberg naît à Liège le 9 avril 1922 d’une famille d’origine allemande et luxembourgeoise. Adolescent, il rêve d'être pilote.
Après des études juridiques en droit civil et commercial et avoir accompli son service militaire, Albert Weinberg débute dans la bande dessinée comme assistant de Victor Hubinon sur les séries Buck Danny — il est engagé à la World Press de Georges Troisfontaines pour la mise en couleur de cette série à l'âge de 26 ans —, Blondin et Cirage, ainsi que sur l'album Tarawa, atoll sanglant en coopération avec Jean-Michel Charlier où il intervient pour la partie graphique en compagnie d'Eddy Paape.
Initialement dessinée par Victor Hubinon au début de sa carrière et scénarisée par Jean-Michel Charlier, qui dessinait également les avions et les navires, Albert Weinberg est amené à reprendre la bande dessinée Joe la Tornade après sa publication dans l’hebdomadaire Bimbo. Il termine seul cet ouvrage, qui date de 1948-1949, sur un synopsis de Jean-Michel Charlier,,.

### Différentes collaborations
En 1949, il quitte la World Press et entre dans Héroïc-Albums au mois d'avril. Il y crée en particulier deux séries de science-fiction Luc Condor (entre 1949 et 1954) et Roc Meteor pour lequel il use du pseudonyme I. Kar.
La même année, il fait son entrée à Spirou en illustrant diverses rubriques rédactionnelles et nouvelles écrites par Jean-Michel Charlier, Yves Duval ou Xavier Snoeck qu'il signe de son pseudonyme Roc ou simplement Wen jusqu'en 1952. Ce qui lui donne l'occasion de se lier d'amitié avec les dessinateurs de son âge : Franquin, Macherot et Will pour lequel il écrit le scénario de l'album Le Secret du Bambochal.
Entre 1949 et 1956, Albert Weinberg réalise de nombreuses illustrations pour divers magazines.
Weinberg rejoint l’équipe éditoriale de Tintin en 1950 avec laquelle il crée deux séries de science-fiction, Alain Landier et Dan Cooper.
Il écrit anonymement à la demande de Paul Cuvelier le scénario de l’épisode Corentin chez les peaux-rouges publié dans Tintin en 1949.
Pour son Objectif Lune, Hergé, peu satisfait par les premières ébauches du scénario, demande à Albert Weinberg de lui fournir de nouvelles propositions tout en continuant de se documenter par lui-même, notamment auprès d’Alexandre Ananoff,. Parmi les lectures que Weinberg recommande à Hergé figure Trip to the moon, récit d’une expédition lunaire illustré par Chesley Bonestell.
On attribue aussi à Weinberg la création du personnage de Frank Wolff. Il assiste Edgar P. Jacobs pour le dessin de quelques planches de l'album Le Mystère de la Grande Pyramide en 1950. Il a aussi collaboré avec René Goscinny en dessinant un court récit de 2 planches Le professeur est distrait en 1956 pour le Journal de Tintin.

### Dan Cooper
Mais l'œuvre la plus célèbre d’Albert Weinberg reste sans conteste la bande dessinée Dan Cooper, dont il est auteur complet en réalisant le dessin et le scénario. Cette création de novembre 1954 pour le journal de Tintin (version belge), connaît un succès immédiat. Puis, il se fait aider par Jean-Michel Charlier sur trois des 41 aventures de la série. Avec son personnage, le lieutenant — promu jusqu'au grade de major — Dan Cooper, pilote d’essai de la Royal Canadian Air Force (RCAF), la série devient l’une des références en matière de bande dessinée aéronautique avec Buck Danny ou Tanguy et Laverdure qui lui sont postérieures. Le dernier album original de Dan Cooper, intitulé L'Œil du tigre, a été publié en 1992. Cette série compte 2 000 planches et a été vendue à 25 millions d'exemplaires en 2010 et traduite dans de nombreuses langues.
Il existe plusieurs périodes dans la série Dan Cooper :
- tomes 1 à 5 : Albert Weinberg crée sa série dans un graphisme proche de celui de Jacobs, pour des aventures flirtant avec la science-fiction.
- tomes 6 à 8 : trois scénarios sur lesquels intervient Jean-Michel Charlier qui crée un « team acrobatique » formé de personnages de caractère.
- tomes 9 à 14 : de longs albums de 62 planches, où s'enchaînent les aventures comme celle traitant des soucoupes volantes.
- tomes 15 à 20 : comme l'ensemble des séries éditées par les éditions du Lombard, la série Dan Cooper passe au format de 44 planches. Les histoires plus courtes sont moins approfondies. Dans le tome 16 apparaît le personnage d'hôtesse de l'air, Randi. Elle devient la petite amie du héros le temps de quelques albums.
- tomes 21 à 24 : Albert Weinberg diversifie sa production et un certain relâchement est constaté par des lecteurs du journal Tintin de l'époque (1971). Il s'ensuit une interruption de la série durant plusieurs années, deux nouvelles histoires courtes ne paraissant qu'en 1977-78.
- tomes 25 à 36 : la série paraît le temps de quatre albums dans l’éphémère revue Super As (1979-80), puis est publiée par différents éditeurs (Fleurus, Edi-3, Hachette, Novedi). Les aventures sont narrées dans un ton plus dramatique, approfondissant la psychologie des personnages.
- tomes 37 à 41 : ces derniers albums sont publiés aux éditions Dargaud et notamment par leur filiale suisse.

Le souci du détail conduit Albert Weinberg à visiter de nombreux sites, notamment des bases aériennes, mais aussi des sous-marins, porte-hélicoptères ou autres porte-avions. Il s’intéresse également de près aux détails des tableaux de bord ainsi qu’aux uniformes des pilotes,.

### Autres créations
On doit également à Albert Weinberg Vicky en 1970 dans le journal Tintin (un personnage issu d'un album de Dan Cooper : il s'agit donc d'un spin-off : 4 histoires courtes). Il dessine en parallèle pour la presse quotidienne. Pour le quotidien belge Le Soir, il crée une série humoristique, Le Vicomte de 1955 à 1969 comprenant une vingtaine d'épisodes, puis une série d'aventures sous-marines Les Aquanautes en 1971 et reprise dans L'Humanité en 1972 (près de 300 planches dessinées).
En 1971, Weinberg crée Knut Andersen, un sportif automobile pour Pep. En 1973, il crée une nouvelle série d'aventures, Barracuda, pour le magazine allemand Zack, reprise ultérieurement dans l'hebdomadaire Super As et dans Tintin,. Il s'agit d'archéologues sous-mariniers œuvrant à travers le monde. Sur les quatre histoires publiées, seulement deux sont reprises en albums aux éditions EDI-3 et Fleurus en 1979.
En outre, Albert Weinberg participe à divers albums collectifs dont 35 ans du journal Tintin - 35 ans d'humour (Le Lombard, 1981), L'Aventure du journal Tintin - 40 ans de bande dessinée (Le Lombard, 1986), Ex-Yougoslavie - Pour un monde meilleur (Agorma, 1993), Flash Back (Comic! Events, 1995) et La BD du 3e [millénaire] (Loterie romande, 1999).

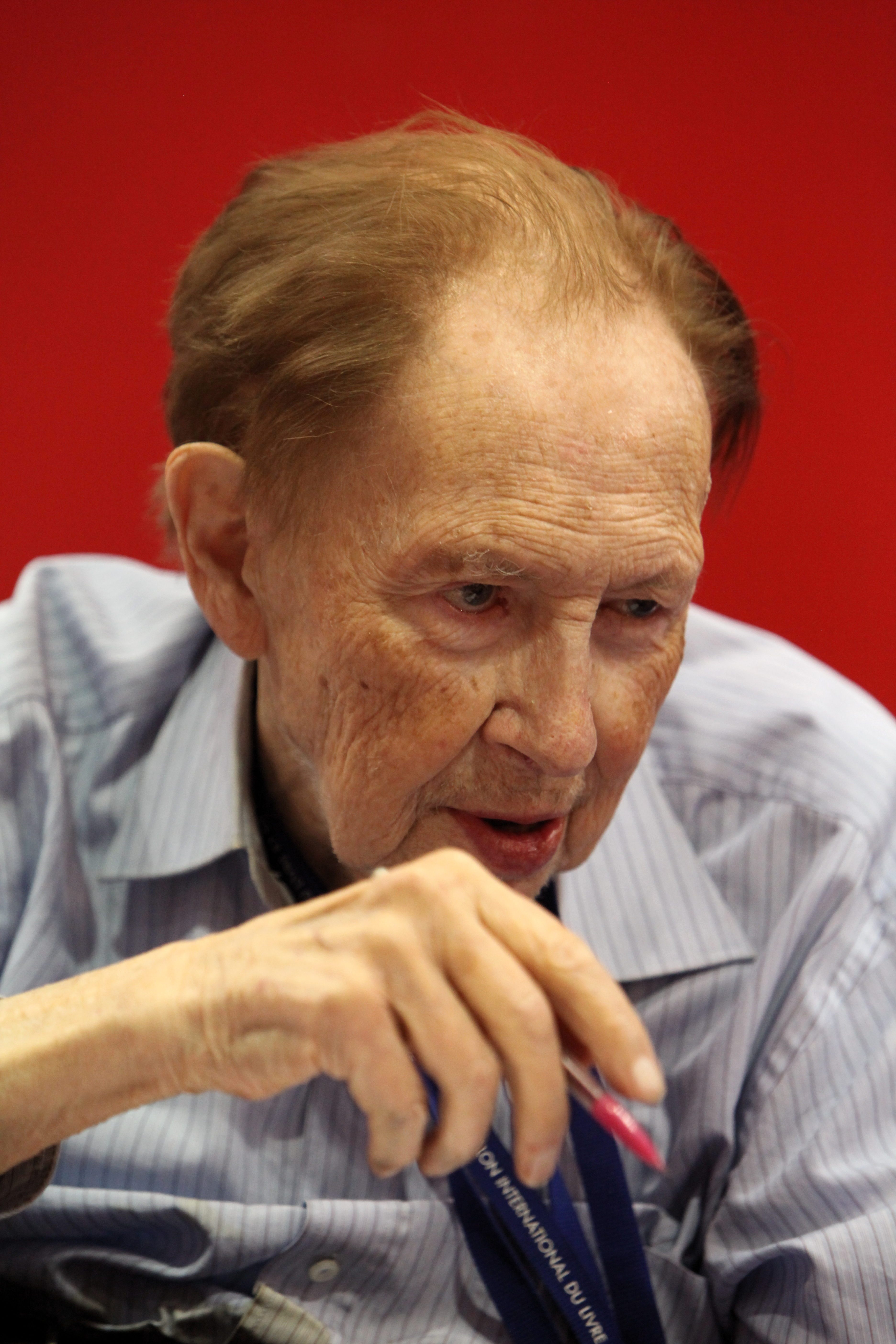
Albert Weinberg au salon du livre 2011 à Genève

Durant les années 2000, ses différentes séries sont rééditées en albums, un certain nombre d'entre elles pour la première fois. Bien que très âgé, durant cette décennie, Albert Weinberg parcourt les festivals de bandes dessinées, proposant des dédicaces. Il réalise aussi les dernières histoires courtes pour ses différentes séries, dont six pour la série Dan Cooper, à l'occasion des rééditions. En 2004, le festival de Middelkerke, en Belgique, le récompense pour l'ensemble de son œuvre et pour les 50 ans de Dan Cooper en lui remettant le « Crayon d'Or »,.
Weinberg meurt le 29 septembre 2011 en Suisse, à l'âge de 89 ans.

### Vie privée
Albert Weinberg quitte Liège pour emménager dans une maison rue Renkin à Schaerbeek. Il est l'époux d'Agnès.
Albert Weinberg s'est établi en 1983 à Corseaux près de Lausanne en Suisse où il vivait auprès de sa fille Marie-Claire, juriste internationale.

## Œuvre

### Principales créations
À partir des années 2000, les Éditions du Lombard (l'éditeur historique de Dan Cooper) publient une intégrale en 12 volumes des 41 albums de la série. Parallèlement, un petit éditeur belge fait paraître six recueils d'histoires courtes jusque-là inédites en album. Mystères et secrets regroupent les dernières histoires réalisées par l'auteur entre 2001 et 2004. Deux histoires courtes sont réalisées en 2008 et en 2010, contenues dans Tous azimuts ! et L'Île aux géants (qui est un hommage au tome 3 de la série Dan Cooper). Les autres histoires courtes ont été réalisées durant les années 1970 et sont parues dans différents journaux francophones ou allemands. On dénombre environ 400 planches inédites.

#### Albums
| Année | Titre                                                                   | Éditeur          | ISBN                 |
| ----- | ----------------------------------------------------------------------- | ---------------- | -------------------- |
| 1956  | Corentin 3 - Corentin chez les Peaux-Rouges (Scénario)                  | Lombard          |                      |
| 1957  | Dan Cooper 1 - Le Triangle bleu                                         | Lombard/Dargaud  |                      |
| 1958  | Dan Cooper 2 - Le Maître du Soleil                                      | Lombard/Dargaud  |                      |
| 1959  | Dan Cooper 3 - Le Mur du silence                                        | Lombard/Dargaud  |                      |
| 1960  | Dan Cooper 4 - Cap sur Mars                                             | Lombard/Dargaud  |                      |
| 1962  | Dan Cooper 5 - Duel dans le ciel (Scénario Jean-Michel Charlier)        | Lombard/Dargaud  |                      |
| 1963  | Dan Cooper 6 - Coup d'audace (Scénario Jean-Michel Charlier)            | Lombard/Dargaud  |                      |
| 1964  | Dan Cooper 7 - L'Escadrille des Jaguars (Scénario Jean-Michel Charlier) | Lombard/Dargaud  |                      |
| 1965  | Dan Cooper 8 - Le Secret de Dan Cooper                                  | Lombard/Dargaud  |                      |
| 1966  | Dan Cooper 9 - 3 cosmonautes                                            | Lombard/Dargaud  |                      |
| 1967  | Dan Cooper 10 - Fantôme 3 ne répond plus !                              | Lombard/Dargaud  |                      |
| 1968  | Dan Cooper 11 - Acrobates du ciel                                       | Lombard/Dargaud  |                      |
| 1969  | Dan Cooper 12 - Tigres de mer                                           | Lombard/Dargaud  |                      |
| 1969  | Dan Cooper 13 - Le Mystère des soucoupes volantes                       | Lombard/Dargaud  |                      |
| 1970  | Dan Cooper 14 - Panique à Cap Kennedy                                   | Lombard/Dargaud  |                      |
| 1970  | Dan Cooper 15 - Les Hommes aux ailes d'or                               | Lombard/Dargaud  |                      |
| 1971  | Dan Cooper 16 - SOS dans l'espace                                       | Lombard/Dargaud  |                      |
| 1971  | Dan Cooper 17 - Ciel de Norvège                                         | Lombard/Dargaud  |                      |
| 1972  | Dan Cooper 18 - Les Pilotes perdus                                      | Lombard/Dargaud  |                      |
| 1973  | Dan Cooper 19 - Apollo appelle Soyouz                                   | Lombard/Dargaud  |                      |
| 1974  | Dan Cooper 20 - L'Affaire Minos                                         | Lombard/Dargaud  |                      |
| 1975  | Dan Cooper 21 - Objectif Jumbo                                          | Lombard/Dargaud  | (ISBN 2-205-00897-8) |
| 1976  | Dan Cooper 22 - Crash dans le 135                                       | Lombard/Dargaud  | (ISBN 2-205-00984-2) |
| 1979  | Barracuda 1 - Les Drakkars d'or                                         | Fleurus/EDI-3    | (ISBN 2-215-00266-2) |
| 1979  | Dan Cooper 23 - Opération Jupiter                                       | Lombard/Dargaud  | (ISBN 2-205-01515-X) |
| 1979  | Dan Cooper 24 - Azimut zéro                                             | Fleurus/EDI-3    | (ISBN 2-215-00293-X) |
| 1979  | Barracuda 2 - Le Puits sacré de Chichen Itza                            | Fleurus/EDI-3    | (ISBN 2-215-00297-2) |
| 1980  | Dan Cooper 25 - Le Canon de l'espace                                    | Fleurus/EDI-3    | (ISBN 2-215-00339-1) |
| 1980  | Dan Cooper 26 - Opération Kosmos 990                                    | Fleurus/EDI-3    | (ISBN 2-215-00366-9) |
| 1981  | Dan Cooper 27 - Programme F-18                                          | Hachette/Novedi  | (ISBN 2-01-008151-X) |
| 1981  | Dan Cooper 28 - F-111 en péril                                          | Hachette/Novedi  | (ISBN 2-01-008157-9) |
| 1982  | Dan Cooper 29 - L'Aviatrice sans nom                                    | Hachette/Novedi  | (ISBN 2-01-008170-6) |
| 1982  | Dan Cooper 30 - Pilotes sans uniforme                                   | Hachette/Novedi  | (ISBN 2-01-009195-7) |
| 1983  | Dan Cooper 31 - Navette spatiale                                        | Hachette/Novedi  | (ISBN 2-01-009650-9) |
| 1984  | Dan Cooper 32 - Viking connection                                       | Novedi           | (ISBN 2-8039-0008-4) |
| 1985  | Dan Cooper 33 - Target                                                  | Novedi           | (ISBN 2-8039-0019-X) |
| 1985  | Dan Cooper 34 - "Silver Fox"                                            | Novedi           | (ISBN 2-8039-0025-4) |
| 1986  | Dan Cooper 35 - Dragon Lady                                             | Novedi           | (ISBN 2-8039-0031-9) |
| 1987  | Dan Cooper 36 - L'Avion invisible                                       | Novedi           | (ISBN 2-8039-0051-3) |
| 1989  | Dan Cooper 37 - La Vrille                                               | Dargaud          | (ISBN 2-88257-005-8) |
| 1990  | Dan Cooper 38 - Pilotes fantômes                                        | Dargaud          | (ISBN 2-88257-007-4) |
| 1990  | Dan Cooper 39 - L'Otage du Clemenceau                                   | Dargaud          | (ISBN 2-88257-009-0) |
| 1991  | Dan Cooper 40 - Alerte sur le "Clem"                                    | Dargaud          | (ISBN 2-88257-012-0) |
| 1992  | Dan Cooper 41 - L'Œil du tigre                                          | Dargaud          | (ISBN 2-88257-016-3) |
| 1993  | Agent Spécial 1 - Le Roumain                                            | Agorma           | (ISBN 2-88441-001-5) |
| 2000  | Alain Landier 1 - Tome 1                                                | Loup             |                      |
| 2001  | Alain Landier 2 - Tome 2                                                | Loup             |                      |
| 2002  | Les Meilleurs Récits de… 2 - A. Weinberg (1)                            | Loup             | (ISBN 2-930283-39-4) |
| 2002  | Projet 47                                                               | Loup             | (ISBN 2-930283-42-4) |
| 2003  | Les Meilleurs Récits de… 5 - A. Weinberg (2)                            | Loup             | (ISBN 2-930283-51-3) |
| 2003  | Vicky                                                                   | Loup             | (ISBN 2-930283-58-0) |
| 2004  | Dan Cooper (Hors Série) 1 - Mystères et secrets                         | Loup             | (ISBN 2-930283-80-7) |
| 2004  | Dan Cooper 2 - Le Maître du Soleil - Épilogue                           | B.D. Club Genève |                      |
| 2005  | Dan Cooper (Hors Série) 2 - Échec et Mat !                              | Éditions Hibou   | (ISBN 2-87453-001-8) |
| 2005  | Les Meilleurs Récits de… 20 - A. Weinberg (3)                           | Hibou            | (ISBN 2-874530-03-4) |
| 2006  | Dan Cooper (Missions) 1 - Les Paras                                     | Hibou            | (ISBN 2-87453-011-5) |
| 2006  | Dan Cooper (Hors Série) 3 - Les Intrus                                  | Hibou            | (ISBN 2-87453-013-1) |
| 2008  | Dan Cooper (Hors Série) 4 - Tous azimuts                                | Hibou            | (ISBN 2-87453-020-4) |
| 2010  | Dan Cooper (Hors Série) 5 - L'Île aux géants                            | Hibou            | (ISBN 2-87453-029-8) |
| 2021  | Aquila 1 - L'Aigle des Neiges                                           | Milwaukee Comics |                      |
| 2022  | Aquila 2 - Haute Voltige                                                | Milwaukee Comics |                      |
| 2022  | Knut Andersen 1 - Sabotage                                              | Milwaukee Comics |                      |
| 2022  | Knut Andersen 2 - Aventure Américaine                                   | Milwaukee Comics |                      |

#### Publications
- Spirou et Le Moustique
  - 1947-1949 Buck Danny[36]
  - 1947-1949 Blondin et Cirage[37]
  - 1948-1949 Tarawa, atoll sanglant
- Bimbo
  - 1949 Joe la Tornade (bande dessinée qui termine une histoire commencée par Jean-Michel Charlier et Victor Hubinon)
- Héroïc-Albums
  - 1949 Une aventure de Richard Deville
  - 1949-1954 Luc Condor (série rebaptisée Le Condor) une cinquantaine d'histoires de douze planches chacune, autour d'aventures archéologiques à travers le monde.
  - 1955-1956 Roc Météor six histoires d'une dizaine de planches autour de la SF et d'aventures spatiales à la Flash Gordon, dans la lignée des premiers albums de la série Dan Cooper.
- Journal Tintin[38]
  - 1950 Le Secret de Mahukitah[39] une aventure en Amérique du Sud, dans la lignée des films d'aventures des années 1950.
  - 1954-1971 Dan Cooper[13] 24 albums sont réalisés, dont 14 de 62 planches, ainsi qu'une douzaine d'histoires courtes parues dans le Tintin Sélection.
  - 1962-1971 Alain Landier[12]. Une vingtaine d'histoires courtes de quatre pages. Cette série qui mêle archéologie et mystère de science-fiction peut faire penser à la série X-Files. Cette BD assez méconnue est l'autre grande réussite de Weinberg, après Dan Cooper.
  - 1969-70 Vicky[40] une guide grecque mène des enquêtes. Six histoires courtes de 8 planches éditées dans le journal Tintin
- Corriere dei ragazzi (it) (Italie)
  - 1969 Giovanni di Celli, une aventure de 44 planches à la "James Bond"
  - 1971-76 Aquila — jeune pilote des neiges, élevé par un moine tibétain, portant un tatouage à la forme d'un disque rouge sur le front — une soixantaine d'histoires courtes de 8 à 10 planches. Un certain nombre sont des transpositions des histoires courtes créées pour Dan Cooper. La réciprocité est aussi vraie. Certaines sont parues en Allemagne dans le magazine Zack.
- Le Soir
  - Le Vicomte série humoristique de 1955 à 1969 comprenant une vingtaine d'épisodes[3]
  - Sirrah (souvent mal orthographiée Seraph) série réaliste autour d'un sous-marin anglais, signée du pseudonyme Ariès de 1971 à 1974[24].
  - 1971 Les Aquanautes (strips). Il existe une dizaine d'histoires d'une quarantaine de planches chacune. Celles-ci ont été reprises dans le petit format Atoll au début des années 1980. Ce sont des aventures d'espionnage, liées à la plongée sous-marine.
- PEP (magazine néerlandais)
  - 1971 Knut Andersen. Les aventures d'un pilote automobile[3]
- Zack (hebdomadaire allemand)
  - 1973-75 Barracuda. Série d'aventures archéologiques sous-marines, qui est reprise en France dans les revues Tintin et Super As publiant trois longues histoires de 44 planches. Deux albums édités aux éditions Fleurus sont édités en 1979. Néanmoins, cinq longues histoires de 44 pages sont parues dans la revue Zack ainsi qu'une quinzaine d'histoires courtes de 10 planches chacune.
  - 1976-80 Dan Cooper une cinquantaine d'histoires courtes de 8 à 16 pages paraissent (une grosse trentaine d'histoires courtes ont été éditées en France entre 1979 et 1980 chez Hachette et dans la revue Super As). En 2012 il reste une bonne quinzaine d'histoires courtes parues en Allemagne et totalement inédites (et non traduites) en France ou en Belgique[41].
- 1983 EPI (Éditions Presses Internationales)
  - Dan Cooper Pocket no 1 S.O.S. Caribou - L'Énigme du Népal - Le Triangle des Bermudes
  - Dan Cooper Pocket no 2 Espionnage au pôle - Le Tout pour le tout - Volontaire malgré lui
  - Dan Cooper Pocket no 3 Les Rochers de la mort
- Ouvrages publicitaires
  - 1973-1975 Bib, série publicitaire de Publiart réalisée pour les pneus Michelin, 5 récits  paraissent dans Tintin et Spirou dont un long récit Bib, le rallye de l'enfer, tous inédits en album.

1. Bib : Pluviose attaque Scénario : Albert Weinberg - Dessin : Albert Weinberg - Couleurs : Jacqueline Benn  (récit à suivre) (Tintin nos 21 à 25 - 28e année, 1973)
2. Bib : Les Naufragés Scénario : Albert Weinberg - Dessin : Albert Weinberg - Couleurs : Jacqueline Benn (récit à suivre) (Tintin nos 28 à 33 - 28e année, 1973)
3. Bib : L'Herbivore Scénario : Albert Weinberg - Dessin : Albert Weinberg - Couleurs : Jacqueline Benn (récit à suivre) (Tintin nos 36 à 40 - 28e année, 1973)
4. Bib : Les Eaux mortes Scénario : Albert Weinberg - Dessin : Albert Weinberg - Couleurs : Jacqueline Benn (récit à suivre) (Tintin nos 43 à 47 - 28e année, 1973)
5. Bib : Le Rallye de l’enfer Scénario : Albert Weinberg - Dessin : Albert Weinberg - Couleurs : Jacqueline Benn  (44 planches) (Tintin no 40 - 29e année, 1974 à no 9 - 30e année, 1975)

- - 1989 Aviation militaire suisse (pour la Société de banque suisse)
  - 1993 Où es-tu Vanessa ? (pour l'office du Tourisme de Château-d'Œx en Suisse[3])
  - 1995 Opération sauvetage : quarante-huit pages en couleurs illustrant un texte de Jean-François Luy (pour la Garde aérienne suisse de sauvetage).
- Agorma éditions
  - 1993 Agent spécial - Le Roumain  (ISBN 2-88441-001-5). Série d'espionnage dont seul le tome 1 est paru, faute de succès suffisant.

#### Collectifs
- 35 ans du journal Tintin - 35 ans d'humour[42], Le Lombard, Bruxelles, septembre 1981
Scénario : collectif dont René Goscinny - Dessin : collectif dont Albert Weinberg - Couleurs : collectif,Préface de Raymond Leblanc. Participation : Le professeur est distrait.
- L'Aventure du journal Tintin - 40 ans de bande dessinée[43], Le Lombard, Bruxelles, novembre 1986
Scénario et couleurs : collectif - Dessin : collectif dont Albert Weinberg -  (ISBN 2-8036-0574-0),Participation : Dan Cooper.
- Ex-Yougoslavie - Pour un monde meilleur[44], Agorma, octobre 1993
Scénario : collectif - Dessin : collectif dont Albert Weinberg - Couleurs : quadrichromie -  (ISBN 2-88441-005-8)
- Flash Back[45], Comic! Events, août 1995
Scénario : collectif - Dessin : collectif dont Albert Weinberg - Couleurs : noir et blancCe Flash Back a été réalisé en collaboration avec Bédéciné Illzach et édité à l'occasion du 10e festival BD Coxyde (15 juillet au 6 août 1995) à 1 500 exemplaires numérotés à la main. Rares textes et titres des séries en deux langues : français et flamand. D/1995/6941/06. Format à l'italienne.
- La BD du 3e [millénaire][46], Loterie romande, décembre 1999
Scénario : collectif - Dessin : collectif dont Albert Weinberg - Couleurs : quadrichromie

#### Adaptations sous forme de disques d'aventure
Jean Maurel adapte trois bandes dessinées pour les éditions Festival :
- Le Triangle bleu. 1957. (OCLC 921334713) Grand Prix du Disque de l’Académie Charles Cros.
- Le Maître du soleil. 1957. (OCLC 658560451)
- Le Mur du silence. 1959 (OCLC 1176634946) (ASIN B06XRCYNB2).

#### Expositions

##### Expositions individuelles
- Dan Cooper : Héros canadien au Musée de l'aviation et de l'espace du Canada en mars 1994, à l'occasion du 40e anniversaire du héros[44].
- Exposition Dan Cooper - Centenaire de la naissance d'Albert Weinberg[30], Musée de l'aviation militaire de Payerne, du 2 avril 2022 au 25 février 2023.

##### Exposition collective
- L’univers de la Bande dessinée organisée à l'occasion des 25 ans du journal Tintin, Passage 44, Bruxelles, octobre 1971[47].

### Collections publiques
8 œuvres de cet artiste sont conservées au Centre belge de la bande dessinée et font partie du patrimoine mobilier de la région Bruxelles-Capitale.

## Réception

### Distinction
- 1991 :  Chevalier de l'ordre de Léopold en décembre comme auteur ayant plus de vingt ans de carrière[49].

### Prix et récompenses
- 1998 :  prix Bédéis causa pour l'ensemble de son œuvre[50] ;
- 2002 :  prix pour l’ensemble d’une œuvre, décerné par le Festival international de la bande dessinée de Chambéry[51] ;
- 2004 :  Crayon d'or au Festival de bande dessinée de Middelkerke à Middelkerke pour l'ensemble de son œuvre[28].

### Postérité
Victor Hubinon rend hommage à Albert Weinberg en donnant ses traits au personnage du journaliste Tim Barkley dans Tarawa, atoll sanglant. Puis, c'est au tour de son ami Tibet de donner sa physionomie au personnage de Morenmore dans l'épisode Le Rapace de Wood City de la série Les Aventures de Chick Bill en 1965.
Derib rend hommage à Dan Cooper à l'occasion des 35 ans de Tintin en 1981.
Dan Cooper, considéré par les pilotes canadiens comme un des leurs, occupe une place honorifique au Alberta Aviation Museum (en), le musée de l'Air d'Edmonton.
André Taymans rend également hommage à son ami Albert Weinberg avec les Triangles bleus dans l'épisode Le Voyageur de la série Caroline Baldwin.